# Coupar Angus
Coupar Angus (gael. Cupar Aonghais) – miasto we wschodniej Szkocji, w hrabstwie Perth and Kinross, położone w dolinie Strathmore, na południowym brzegu rzeki Isla. W 2011 roku liczyło 2262 mieszkańców.
W 1164 roku założony został tu klasztor cysterski, rozwiązany w 1606 roku, w późniejszych latach rozebrany. Do dziś zachował się jedynie fragment bramy. W 1607 roku miasto uzyskało przywilej targowy. W XIX wieku stanowiło ośrodek przemysłu włókienniczego. Współcześnie istotną rolę w lokalnej gospodarce odgrywa rolnictwo i przemysł spożywczy.